# Werner Weber
Werner Weber, né le 13 novembre 1919 à Huttwil et mort le 1er décembre 2005 à Zurich, est un journaliste – il a dirigé les pages culturelles de la Neue Zürcher Zeitung de 1951 à 1973 – et professeur suisse qui a enseigné la critique littéraire à l'Université de Zurich de 1973 à 1987.
Son fonds d'archives se trouve aux Archives littéraires suisses à Berne.